# Juan el Enano
San Juan el Enano (griego: Ιωάννης Κολοβός, árabe: ابو يحنّس القصير (Abū) Yuḥannis al-Qaṣīr; c. 339 – c. 405), también llamado San Juan Colobos, San Juan Kolobos o Abba Juan el Enano, fue uno de los Padres del Desierto egipcio, miembro de la Iglesia cristiana primitiva.

## Biografía
Juan el Enano nació en la ciudad de Tebas, en Egipto, hijo de padres cristianos pobres. A la edad de dieciocho años, él y un hermano mayor se trasladaron al desierto de Uadi Natrun (Skete), donde se hizo discípulo de san Pambo y buen amigo de san Bishoi. Llevó una vida de austeridad y enseñó su modo de vida a otros monjes, entre los que se encontraba Arsenio el Grande.
Tras la partida de san Pambo, Juan fue ordenado sacerdote por el papa Teófilo de Alejandría y se convirtió en abad del monasterio por él fundado alrededor del Árbol de la Obediencia. Cuando los mazices invadieron Uadi Natrun en el año 395, Juan huyó del Desierto de Nitria y se estableció en el Monte Colzim, cerca de la actual ciudad de Suez, donde murió.
En el año 515, las reliquias de San Juan el Enano fueron trasladadas al Desierto de Nitria. Su fiesta se celebra el 17 de octubre en la Iglesia católica, el 20 de paopi en la Iglesia copta ortodoxa y el 9 de noviembre en la Iglesia ortodoxa. El Monasterio de San Juan el Enano en Uadi Natrun se encuentra abandonado.
Juan se alimentó solo de pan ácimo y verduras durante toda su vida y podía mantenerse con una sola comida al día.

## Leyenda
Juan el Enano es famoso por su obediencia. La historia más conocida acerca de su obediencia cuenta que, un día, san Pambo dio a Juan un pedazo de madera seca y le ordenó plantarla y regarla. Juan obedeció y comenzó a regarla dos veces al día, a pesar de que el agua estaba a unos 12 kilómetros de donde vivían. Después de tres años, el trozo de madera comenzó a brotar y creció hasta convertirse en un árbol frutal. Pambo tomó algunas de las frutas del árbol y las enseñó a los monjes más ancianos, diciendo: "tomad, comed del fruto de la obediencia". Postumiano, que se encontraba en Egipto en el año 402, aseguró que le mostraron este árbol, que crecía en el patio del monasterio y que encontró cubierto de tallos y hojas verdes.
Se atribuye a Juan el Enano un manuscrito en el que se contiene una extensa biografía de Ababius, monje de Uadi Natrun y santo de la Iglesia copta ortodoxa.
Esta leyenda constituye el marco de la narración de la última película de Andréi Tarkovski, Sacrificio.